# Halinema spinosum
Halinema spinosum är en rundmaskart som beskrevs av Nathan Augustus Cobb 1920. Halinema spinosum ingår i släktet Halinema och familjen Linhomoeidae. Inga underarter finns listade i Catalogue of Life.